# Adamantino
Adamantino è un termine usato per indicare le qualità tipiche del diamante, in particolare la durezza e la purezza ma spesso trasportate anche sulle qualità morali di una persona come la fermezza, l'integrità o la irreprensibilità. La parola deriva dal termine latino adamantinus o adamas che veniva usato per indicare appunto il diamante.
Un sinonimo può essere anche diamantino anch'esso usato per indicare oggetti splendidi o fulgidi.
Virgilio nell'Eneide descrive Tartaro come il posto infernale dove gli dei avevano imprigionati i Titani. L'ingresso era sorvegliato dall'Idra e protetto da colonne adamantine. Per adamantino si intendeva un materiale talmente duro che niente poteva tagliarlo.

## Curiosità ed usi di adamantino
- Semper adamas sempre adamantino o sempre duro come il diamante era uno dei motti più famosi di Gabriele D'Annunzio.
- Il crotalo adamantino orientale crotalus adamanteus è una specie di serpente a sonagli.
- Esiste un tipo di cristallo artificiale chiamato boro adamantino studiato e descritto in una pubblicazione da Quintino Sella.
- Esiste un tumore benigno anche se spesso grave denominato epitelioma adamantino o adamantinoma, adamantino è usato perché sono interessate le cellule che producono lo smalto dei denti, la sostanza più dura dell'organismo umano. [senza fonte]
- Ne I viaggi di Gulliver l'autore afferma che la città volante di Laputa è costruita su una base di adamante, immaginario materiale durissimo.
- Nel Prometeo incatenato, Eschilo scrive "a rupi vertiginose quest'empio costringi con ceppi infrangibili di catene adamantine."
- L'adamantio è il metallo nel corpo di Wolverine, materiale indistruttibile e durissimo. Un probabile riferimento al termine latino.
- Nel famoso manga ed anime Fairy Tail, una delle co-protagoniste (Elsa Scarlett) ha in suo possesso un'armatura chiamata "armatura adamantina" che potenzia notevolmente la difesa ma riduce l’attacco[1].
- Ne Il Maestro e Margherita, la protagonista è chiamata "donna adamantina" da Korov'ev quando deve esprimere il desiderio concessole da Woland.

(Giosuè Carducci, Il sonetto)